# Haus Röpke
Das Haus Röpke in Bremen-Obervieland, Ortsteil Kattenesch, Kattenescher Weg 19 an der Ochtum, stammt von 1925. Es wird aktuell (2024) als Wohnhaus genutzt.
Das Gebäude steht seit 1982 unter Bremischen Denkmalschutz.

## Geschichte
Das eingeschossige verklinkerte Wohn- und Landhaus auf Sockel mit einer Fachwerkfassade, einem Krüppelwalmdach und einer Veranda wurde 1925 nach Plänen von Heinrich Jatho im Stil der Heimatarchitektur für den Lehrer Christian Röpke gebaut. Im Balken über der Hauseingang steht der Sinnspruch: „Nord un Süd, de Weld is wied. • Ost un West, to Hus is best“. In Inneren sind die meisten bauzeitlichen Teile wie die Treppe und Details erhalten. 2024 wurde das Haus saniert.